# 从身份到契约
从身份到契约（英語：from status to contract）是英国法学家亨利·梅因提出的论断。

## 内容
英国法学家亨利·梅因在其1861年出版的法学著作《古代法》中提出：““所有进步社会的运动，到此处为止，是一个‘从身份到契约’的运动”，即：“所有进步社会的运动在有一点上是一致的。在运动发展的过程中，其特点是家族依附的逐步消灭以及代之而起的个人义务的增长。‘个人’不断地代替了‘家族’，成为民事法律所考虑的单位。”而用于替代家族的相互关系（权利和义务）的，就是契约。这一论断广受争议。

## 评论
- 恩格斯：“英国的法学家亨·萨·梅恩说，同以前的各个时代相比，我们的全部进步就在于从身份到契约，从过去留传下来的状态进到自由契约所规定的状态，他自以为他的这种说法是一个伟大的发现，其实，这一点，就其正确之处而言，在《共产党宣言》中早已说过了。”[1]